# Димљена риба
Димљење рибе је некада био начин да се риба дуже очува. Риба је сољена и сушена ватром, док је димљење било споредни ефекат. Како се данас за очување рибе користе савремена средства замрзавања, димљење рибе је првенствено метод за добијање специфичног укуса.
Најчешће се дими лосос, прецизније филети лососа, мада је све већи број различитих врста риба које се димљењем припремају за исхрану. Овако припремљена риба често се налази у кухињи Русије, Скандинавских земаља, Израела, али и осталих делова света.

## Галерија
- Монио или Моио са димљеном рибом.